# グリフォンズ
グリフォンズ（英: Griffons）は、南アフリカ共和国のフリーステイト州ウェルコムを拠点とするラグビーユニオンチーム。カリーカップに所属。

## 概要
南アフリカに14あるラグビーユニオン地域協会の1つ、グリフォンズ協会の代表チーム。
グリフォンズ協会はフリーステイト州北東部地域を管轄している。

## 歴史
1968年、ノーザン・フリーステイト（北フリーステイト協会）として創設。
1999年、グリフォンズに改称。

## タイトル
2022年7月現在
- カリーカップ・ファーストディビジョン（2部）
  - 優勝 5回：2008, 2014, 2016, 2017, 2022

## 歴代所属選手
- ジャック・バーガー
- ラウル・ラーソン
- セシル・アフリカ
- ヴィリー・ブリッツ
- トレヴァー・ニャカニ
- フィリップ・ヴァン・ダー・ウォルト
- コンラッド・バンワイク
- ヤスパー・ヴィーセ